# Américo Brizuela
Américo Brizuela Cuenca (Madrid, 1909- Pernica, 7 de marzo de 1945) fue un militar español que participó en la guerra civil española y la Segunda Guerra Mundial.

## Biografía
Nació en Madrid en 1909. Antes de julio de 1936 Américo Brizuela trabajaba como obrero tipográfico en Madrid.
Tras el estallido de la guerra civil española se alistó en las milicias comunistas, como el batallón Thaelmann. Poco después intervino en los combates que tuvieron lugar en torno a la cabeza de puente del río Alberche, durante la campaña del Tajo. En noviembre de 1936 fue puesto al frente de uno de los batallones de la nueva 18.ª Brigada Mixta. A partir de junio de 1937 mandaría la 7.ª Brigada Mixta, unidad con la que intervino en la batalla de Brunete; sin embargo, la brigada salió tan malparada de los combates que tuvo que ser retirada y disuelta. Más adelante mandó la 11.ª Brigada Mixta, tras la batalla del Ebro. Al final de la guerra se exilió a Francia junto a otros políticos y militares republicanos.
Al igual que otros comunistas, Brizuela marcharía a la Unión Soviética. Durante la Segunda Guerra Mundial, tras la invasión alemana de la URSS, luchó contra los nazis integrado en una unidad guerrillera que actuaba tras las líneas alemanas. Posteriormente fue enviado a Yugoslavia como instructor militar de los partisanos que allí luchaban contra los ocupantes nazis. El 7 de marzo de 1945 resultó muerto, junto a Facundo López Valdeavero, durante un combate con fuerzas alemanas cerca de Pernica, Eslovenia.